# جاك ر. كيج
جاك ر. كيج (بالإنجليزية: Jack R. Gage)‏ هو سياسي أمريكي، ولد في 13 يناير 1899 في ورلاند في الولايات المتحدة، وتوفي في 14 مارس 1970 في شايان في الولايات المتحدة. حزبياً، نشط في الحزب الديمقراطي. وقد انتخب حاكم وايومنغ ‏ (2 يناير 1961 – 7 يناير 1963).

## روابط خارجية
- جاك ر. كيج على موقع إن إن دي بي (الإنجليزية)